# Desert Warrior
Desert Warrior ist ein US-amerikanischer Endzeitfilm von Regisseur Jim Goldman aus dem Jahr 1988.

## Handlung
Die Handlung spielt 20 Jahre nach dem Dritten Weltkrieg, der einen Nuklearen Holocaust zur Folge hatte. Die Überlebenden teilen sich in zwei Lager: die unverseuchten „Drones“ und die verstrahlten „Tyrogs“. Beide Gruppen kämpfen um die Vorherrschaft, und um das Überleben auf der unwirtlichen Erde, die nur noch aus Wüste und Ödland besteht. Racela, die mit anderen Drones zivilisiert in einem versteckten High-Tech-Atombunker unter der Erde lebt, wird von den Kriegern des Barbarenhäuptlings Baktar bei einem Ausflug entführt, dessen Wüstenstamm der Tyrogs auf der Suche nach Frauen sind, die nicht strahlenkrank sind und seinem kranken Stamm gesunde Kinder gebären sollen, um den Fortbestand der Tyrogs zu sichern. Doch der Krieger Zerak verliebt sich in Racela, die seinem Anführer Baktar als Gefährtin dienen soll und verhilft ihr zur Flucht. Die wütenden Kämpfer verfolgen die beiden und versuchen den geheimen Bunker der Drones aufzuspüren und anzugreifen. Schließlich entbrennt ein heftiger Kampf um den Bunker, bis Zerak den Tyrogs zeigt, dass der Drone-Doktor Creo mittlerweile ein Heilmittel für alle strahlenkranken Menschen gefunden hat.

## Kritiken
„Dilettantischer Science-Fiction-Film, der viel Wüste und wenig Anspruch bietet.“

## Trivia
- Die Drehorte befanden sich auf den Philippinen.
- Der Arbeitstitel des Films hieß „Sand Wars“.